# Ellen Travolta
Pour les articles homonymes, voir Travolta.
 (décembre 2012).
Si vous disposez d'ouvrages ou d'articles de référence ou si vous connaissez des sites web de qualité traitant du thème abordé ici, merci de compléter l'article en donnant les références utiles à sa vérifiabilité et en les liant à la section « Notes et références ».
Ellen Travolta, est une actrice américaine née le 6 octobre 1939 à Englewood.

## Biographie
Ellen Travolta est la sœur de John Travolta. Elle est mariée à l'acteur Jack Bannon et a deux enfants, une fille Molly Allen (animatrice radio) et un fils Tom Fridley, qui est acteur.

## Filmographie
- 2006: Cœurs Perdus
- 1989: Arabesque
- 1984: Charles s'en charge
- 1980: Happy Days
- 1980 : Human Experiments
- 1978: Arnold et willy Ms Aimsy
- 1978: The President's Mistress
- 1977: Intimate Strangers
- 1977: Grease